# Pante Pisang
Pante Pisang is een bestuurslaag in het regentschap Bireuen van de provincie Atjeh, Indonesië. Pante Pisang telt 939 inwoners (volkstelling 2010).